# Halophobe
Le terme halophobe (du grec, craint-sel) fait référence à un organisme qui ne tolère pas les milieux à forte salinité. Par opposition, un organisme halophile prospère dans de telles conditions.